# Gene Gallette
Eugene Henry Gallette, spesso erroneamente citato come Gillette, detto Gene (San Francisco, 22 febbraio 1919 – San Francisco, 19 novembre 1976), è stato un cestista statunitense, professionista nella BAA.